# Barbula subreplicata
Barbula subreplicata là một loài rêu trong họ Pottiaceae. Loài này được Broth. mô tả khoa học đầu tiên năm 1920.